# Hatné
Hatné (maďarsky Hatna, před rokem 1899 Hattne) je obec na Slovensku v okrese Považská Bystrica v regionu Horní Pováží. Žije zde 636 obyvatel. První písemná zmínka o obci pochází z roku 1321.

## Poloha a charakteristika
Obec leží v dolní části údolí Marikovského potoka v podhůří jižních Javorníků v Trenčínském kraji na severozápadě Slovenska.